# Complexo militar de Travemünde
O Complexo militar de Travemünde foi um campo de testes da Luftwaffe durante a Alemanha Nazi. Consistia num complexo para testar essencialmente hidroaviões.
Alvo de bombardeamentos no final da guerra, o complexo foi abandonado.